# Mithraeum de Mons Seleucus
Le mithraeum de Mons Seleucus a été découvert durant les fouilles archéologiques de 1804-1805 sur le territoire de La Bâtie-Montsaléon dans les Hautes-Alpes,.

## Historique
Sous l'Empire romain, un vicus était implanté sur le territoire de la commune : Mons Seleucus. Il était situé sur la voie romaine entre Die et Gap, et au-delà, le col de Montgenèvre. Le site fit l'objet de fouilles archéologiques depuis 1804 à la demande du préfet Charles-François de Ladoucette ; elles ont permis de dégager une partie de la ville, qui comprenait une rue commerçante à portiques, et des thermes. A aussi été découverte une domus de 8 000 m2, dont le matériel exhumé fut en grande partie perdu. Des fouilles ultérieures ont été menées et une synthèse a été publiée.
Les fouilles ont mis au jour des structures et des matériaux importants, des inscriptions lapidaires, des sculptures en bronze et en marbre, des pièces de monnaie, des objets en métal ou en verre et des céramiques.  Un mithraeum, un autel dédié au culte de Mithra, a été découvert dans l'une des pièces de la domus. Mais la plupart des objets ont été vendus par les chercheurs à des collectionneurs ou à des antiquaires. Le bas-relief de tauroctonie était dédié à un certain Marcus Iulius Maternianus et portait l'inscription :
« [Deo Soli in]victo M. Iulius Maternia/[n]us ex voto. »
« [Dieu du Soleil] invincible M. Julius Maternia/[n]us ex voto »
Ce bas-relief endommagé représentant Mithra tuant le taureau, découvert en 1804 et autrefois exposé à Gap, est aujourd'hui perdu.